# Rinodina teichophila
Rinodina teichophila är en lavart som först beskrevs av William Nylander och som fick sitt nu gällande namn av Ferdinand Christian Gustav Arnold 1863.
Rinodina teichophila ingår i släktet Rinodina och familjen Physciaceae. Arten är reproducerande i Sverige. Inga underarter finns listade i Catalogue of Life.